# 커피 벨트

2011년 기준 커피 벨트(노랑)과 커피 생산량 상위 20개국(초록)을 나타낸 지도.

커피 벨트 또는 커피콩 벨트(영어: Bean Belt)는 커피나무를 재배할 수 있는 위도 범위를 뜻한다. 이 지역은 북회귀선과 남회귀선 사이에 존재한다.

## 같이 보기
- 커피 생산을 하는 국가 목록
- 커피콩
- 커피 산업